# ワタミ
ワタミ株式会社（英: WATAMI CO.,LTD.）は、主に外食産業を事業展開している日本の企業。
ワタミの屋号は、主力業態である『居食屋 和民』（いしょくやわたみ）からきており、創業者の渡邉美樹（ワタナベミキ）に由来する。また、和の民、和やかな民という意味も込められている。

## 沿革
- 1984年（昭和59年）
  - 4月 - 神奈川県横浜市南区に有限会社渡美商事を設立。株式会社つぼ八（つぼ八本部）とフランチャイズ契約を締結。
  - 5月 - 第1号店となる居酒屋「つぼ八」高円寺北口店を東京都杉並区に出店。
- 1985年（昭和60年）7月 - 第2号店となる居酒屋「つぼ八」小田急大和駅前店を神奈川県大和市に出店。
- 1986年（昭和61年）5月 - 神奈川県横浜市中区に株式会社ワタミを設立。
- 1987年（昭和62年）
  - 2月 - 株式会社ワタミ、商号をワタミフードサービス株式会社に変更。
  - 3月 - お好み焼HOUSE「唐変木」及び居酒屋「つぼ八」のフランチャイジーとして直営店舗を運営していた有限会社渡美商事より、営業全部を譲り受け、居酒屋事業を開始。
- 1988年（昭和63年）11月 - 居酒屋「つぼ八」青葉台店を横浜市青葉区に出店。
- 1990年（平成2年）3月 - 本社を東京都大田区西蒲田に移転。以降、区内での移転はあったものの2021年現在まで大田区を本拠とし続ける。
- 1992年（平成4年）
  - 4月 - 自社ブランドの新業態として、1号店居食屋「和民」笹塚店を東京都渋谷区に出店。
  - 4月 - 「つぼ八」本部とフランチャイズ契約の解除と、ワタミフードサービスが経営の「つぼ八」店舗を「和民」店舗に順次変更する覚書を締結。
  - 10月 - 居酒屋「つぼ八」からの看板変更第1号店、居食屋「和民」中野南口店を東京都中野区に開店。
- 1993年（平成5年）10月 - 居酒屋「つぼ八」から居食屋「和民」へ看板変更終了。
- 1994年（平成6年）9月 - お好み焼HOUSE「唐変木」から居食屋「和民」へ業態転換。
- 1996年（平成8年）10月 - 日本証券業協会に株式を店頭登録。
- 1998年（平成10年）
  - 7月 - 株式会社ピー・エム・エスを設立。
  - 8月27日 - 東京証券取引所市場第2部に株式を上場[3]。
  - 11月 - 株式会社ティージーアイ・フライデーズ・ジャパンを設立。
- 1999年（平成11年）7月 - 国際環境規格ISO14001の認証を取得。
- 2000年（平成12年）
  - 3月 - 東京証券取引所市場第1部に株式を上場。
  - 4月 - 株式会社ピー・エム・エスがジャパン・リテイル・メンテナンス株式会社に社名変更。日本ケンタッキー・フライド・チキン株式会社、株式会社モスフードサービスより出資を受ける。
  - 7月 - 和民（中國）有限公司設立。
- 2001年（平成13年）
  - 4月 - 近畿地方1号店として居食屋「和民」道頓堀店を大阪府大阪市に出店。
  - 9月 - 国際規格ISO9001の認証を「和民」「和み亭」のサービスについて取得。
  - 11月 - 和民（中國）有限公司が海外新規出店1号店として居食屋「和民HongKong」Humphreys Avenue店を出店。
- 2002年（平成14年）
  - 2月 - ワタミ手づくり厨房株式会社を設立。
  - 3月 - 九州地方1号店として居食屋「和民」中洲川端駅前店を福岡県福岡市に出店。
  - 4月 - 有限会社ワタミファームを設立。
  - 4月 - japanese dining table「ゴハン」1号店として町田店を東京都町田市に出店。
  - 9月 - nippon no syokutaku「ゴハン」1号店として高田馬場店を東京都新宿区に出店。
  - 10月 - 京浜急行空港線大鳥居駅東口に完成した『大鳥居京急第一ビル』に入居、本社を移転。
- 2003年（平成15年）
  - 1月 - 居食屋「わたみん家」1号店として京成大久保店を千葉県習志野市に出店。
  - 4月 - ワタミファーム第2農場を群馬県高崎市に開設。
  - 7月 - 中部地方1号店として居食屋「和民」静岡御幸町店を静岡県静岡市に出店。
  - 8月 - ワタミダイレクトフランチャイズシステムズ株式会社を設立。
  - 8月 - 炭火焼だいにんぐ「わたみん家」1号店として、本厚木店を神奈川県厚木市に出店。
  - 10月 - ワタミ手づくり厨房株式会社をワタミフードサービス株式会社に合併。
  - 11月 - ごはん酒房「然の家」1号店として、本厚木店を神奈川県厚木市に出店。
- 2004年（平成16年）
  - 4月 - ワタミファーム第3農場を北海道瀬棚郡瀬棚町（現在の久遠郡せたな町）に開設。
  - 4月 - ワタミメディカルサービス株式会社設立。
  - 4月 - 居食屋「和み亭」1号店として、鹿島田店を神奈川県川崎市幸区に出店。
  - 5月 - 居食屋「和民」を改装し、語らい処「坐・和民」1号店として、新宿野村ビル店を東京都新宿区に出店。
  - 6月 - ワタミファーム第4農場を千葉県安房郡白浜町（現在の南房総市）に開設。
  - 9月 - 海鮮処「和民市場」1号店として川崎たちばな通り店を神奈川県川崎市に出店。
  - 7月 - ジャパン・リテイル・メンテナンス株式会社が、ワタミエコロジー株式会社に社名変更。
  - 7月 - 株式会社キャリアビジョンが、ワタミユニバーシティ株式会社に社名変更。
  - 9月 - 中国地方1号店として居食屋「和民」広島天満屋前店を広島県広島市に出店。
  - 10月 - PREMIER「和民」1号店として大船東口店を神奈川県鎌倉市に出店。
- 2005年（平成17年）
  - 1月 - 和民（深圳）有限公司を設立し、中国本土1号店として居食屋「和民Shenzhen」萬象城店を出店。
  - 4月 - ワタミフードサービス株式会社を、ワタミ株式会社へ商号変更。
  - 5月 - マーキュリーズ・アンド・アソシエイツ（中国語版）との合弁で三商和民股份有限公司（Watami & Mercuries Co.,Ltd.）を台湾に設立。
  - 7月 - 居食屋「手づくり厨房」1号店として赤羽東口駅前店を東京都北区に出店。
  - 8月 - ワタミファーム第5農場を千葉県佐原市（現在の香取市）に開設。
  - 9月 - 株式会社ワタミバイオ耕研を設立。
  - 10月 - ワタミメディカルサービス株式会社が自社開発の高齢者マンション（住宅型有料老人ホーム）一号棟として「レヴィータ岸和田」を開設。
  - 10月 - 東北地方1号店として語らい処「坐・和民」郡山駅前店を福島県郡山市に出店。
  - 11月 - 北陸地方1号店として語らい処「坐・和民」新潟駅前東大通り店を新潟県新潟市に出店。
- 2006年（平成18年）
  - 1月 - PREMIER「和民」の撤退を完了。
  - 2月 - ワタミフードサービス株式会社を設立。
  - 2月 - DINING & BAR 「japago」1号店として、三軒茶屋店を東京都世田谷区に出店。
  - 3月 - 北海道1号店として「坐・和民」琴似栄町通り店を北海道札幌市に出店。
  - 3月 - 焼肉居食屋「炭団」1号店として御茶ノ水駅前店を東京都千代田区に出店。
  - 4月 - 株式会社アールの介護とワタミメディカルサービス株式会社が合併し、ワタミの介護株式会社に社名変更。
  - 4月 - ワタミファーム第6農場を京都府京丹後市に開設。
  - 5月 - ワタミファーム弟子屈牧場を北海道川上郡弟子屈町に開設。
  - 5月 - 株式会社ワタミファームが株式会社ワタミバイオ耕研を吸収合併。
  - 5月 - 居食屋「手づくり厨房」の撤退を完了。
  - 7月 - 四国地方1号店として語らい処「坐・和民」徳島両国橋店を徳島県徳島市に出店。
  - 10月 - アルバイト従業員の労働時間のうち30分未満部分を切り捨てて賃金を支払っていなかったことが発覚、北大阪労働基準監督署から是正勧告を受ける。その後、全国41店舗で同様の賃金不払いが発覚（詳細項を参照）。
- 2008年（平成20年）
  - 2月 - 株式会社渡美商事が、ワタミ手づくりマーチャンダイジング株式会社に社名変更。
  - 2月 - ワタミエコロジー株式会社が、ワタミエコフォーカス株式会社に社名変更。
  - 2月 - 焼肉居食屋「炭団」の撤退を完了。
  - 5月 - 海鮮処「和民市場」の撤退を完了。
  - 6月 - 上記賃金不払いを北大阪労基署に通報した元店員が報復人事で解雇されたとしてワタミを提訴[4]。
  - 7月 - 株式会社タクショクの全株式を取得。
- 2009年（平成21年）
  - 1月 - ごはん酒房「然の家」の撤退を完了。
  - 3月 - ワタミエコフォーカス株式会社が、ワタミエコロジー株式会社に社名を変更。
  - 3月 - 株式会社タクショクが、ワタミタクショク株式会社に社名を変更。
  - 6月20日 - 代表取締役社長をワタミフードサービス株式会社代表取締役社長の桑原豊が兼任し、渡邉美樹は新設される代表取締役会長に就任。
  - 11月 - ごちそう厨房『饗の屋』南蒲田店を大田区南蒲田2丁目に出店。以後、大田区南蒲田の店舗は本社と共に新業態の実験店舗として使われるようになる。
- 2010年（平成22年）
  - 4月 - 居食屋「炭旬」直営1号店として綾瀬店を東京都足立区に出店。
  - 4月 - ワタミファーム第7農場を大分県臼杵市に開設。
  - 8月 - 新業態「仰天酒場 和っしょい2」1号店として五反田東口店を東京都品川区に出店。
- 2011年（平成23年）
  - 2月15日 - 渡邉美樹、民主党の推薦を受け東京都知事選挙に出馬するため[5]、代表取締役会長を辞任。しかし都知事選には落選。
  - 3月 - ワタミ手づくりマーチャンダイジング株式会社が、株式会社ワタミファームを吸収合併。
  - 3月 - 居食屋「和民」を改装し、JAPANESE DINING「和民」1号店として中目黒店を東京都目黒区に出店。
  - 7月 - ワタミファーム北総集荷センターを千葉県富里市に開設。
  - 8月 - japanese dining「ゴハン」を改装し、BARU＆DINING「GOHAN」1号店として新宿三丁目店を東京都新宿区に出店。
- 2012年（平成24年）
  - 3月 - 風力発電事業に参入。
  - 4月 - ワタミファーム第8農場を兵庫県丹波市に開設。
  - 6月 - ワタミファーム第9農場を長野県東御市に開設。
  - 7月 - JAPANESE BARU「旨い屋」1号店として、御茶ノ水駅前店を東京都千代田区に出店。
  - 7月28日 - 第1回ブラック企業大賞 市民賞を受賞。大賞は東京電力となり、逃したもののWEB得票数では全投票数20071票の内、10010票と約50%を獲得した。
- 2013年（平成25年）
  - 3月 - 居食屋「和み亭」の撤退を完了。
  - 5月 - ワタミファームが北海道網走郡美幌町の美幌峠牧場で活動を開始。
  - 7月 - 渡邉美樹、自民党の公認候補として参議院議員選挙に出馬、初当選。
- 2014年（平成26年）
  - 1月 - 炭火焼だいにんぐ「わたみん家」を改装し、炭火やきとりと手づくり料理「炭の鳥子」として、半蔵門駅前店（東京都千代田区）、有楽町日比谷口店（東京都千代田区）、椎名町駅前店（東京都豊島区）の3店舗を出店。
  - 2月 - CHINA BISTRO「WANG’S GARDEN」第1号店として、武蔵小杉店を神奈川県川崎市に出店。
  - 2月12日 - ソニー生命保険がワタミの発行済み株式の約5%を譲渡し、資本・業務提携を解消すると発表[6]
  - 3月 - 炉ばたや「銀政」第1号店として、銀座数寄屋橋総本店を東京都中央区に出店。
  - 5月2日 - 2014年3月期の連結最終損益が、居酒屋事業や宅食サービスの不振により、49億円の赤字（前の期は35億円の黒字）であることを発表[7]。同社の赤字は上場以来初めて[8]。
  - 11月11日 - 2014年度上期の既存店の売上高が前年比92.7%となるなど、不採算の店舗が増えたため、新たに38店舗の閉鎖を決定[9]。これにより閉鎖する店舗は102店舗で、全体の約15%にあたる。また、ワタミは、中間決算で営業損益が約10億円の赤字となることを発表した。営業赤字に転落するのは上場以来、初めてのことである。
- 2015年（平成27年）
  - 1月 - ワタミエコロジー株式会社がワタミファーム＆エナジー株式会社に社名変更。
  - 2月9日 - 2015年3月期の営業損益予想の下方修正発表を行った。13億円の黒字から、13億円の赤字へ。資産価値の引き下げに伴う11億9000万円の特別損失も同時に計上。この結果、30億円と予想していた純損失は、70億円を予想[10]。
  - 3月1日 - 業績不振の責任を取るため、桑原豊社長が取締役に退き、アルバイト出身の清水邦晃常務が後任として昇格[11]。組織再編で、ワタミフードサービスがワタミタクショクとワタミ手づくりマーチャンダイジングを吸収合併し、ワタミフードシステムズに商号変更[12][13]。
  - 5月 - 新業態 まる焼きチキン＆セルフBAR「GABURI」1号店、御茶ノ水店を東京都千代田区に出店。
  - 5月 - 新業態「海のめぐみ食堂」1号店、東戸塚西口店を神奈川県横浜市に出店。
  - 7月 - 新業態 ロティサリー＆フライドチキン「トリフェス」1号店、御茶ノ水店を東京都千代田区に出店。
  - 8月11日 - 2015年4〜6月期決算は、売上高が前年同期比12.5%減の345億円。営業損益が9億円の赤字、純損益が15億円の赤字で、いずれも前年同期の赤字幅から拡大し、上場以来、過去最悪となる。ブラック企業批判などで、「和民」は値下げしたにもかかわらず客離れが著しく、稼ぎ頭だった介護事業も赤字に転落。施設の入居率は前年同期の84.1%から78.3%に低下[14]。
  - 9月 - 新業態「ニッポンまぐろ漁業団」1号店、新橋店を東京都港区に出店。
  - 11月 - 『饗の屋』南蒲田店を改装し、新業態『港町食堂「ちゃぶまる」』1号店を出店。
  - 12月1日 - ワタミの介護（現・SOMPOケアネクスト）を損保ジャパン日本興亜ホールディングス（現・SOMPOホールディングス）へ売却[15]、ワタミフードシステムズを吸収合併。事業会社に戻る[16][17]。
  - 12月8日 - 女性従業員・過労自殺の遺族が、ワタミや創業者で当時代表取締役だった渡辺美樹参院議員らを訴えていた訴訟で、安全配慮義務違反など法的責任を認め謝罪し、1億3千万円超を連帯して支払うことなどで和解[18]
- 2016年（平成28年）
  - 1月22日 - 自社株約4%を神明ホールディングスが取得し、資本・業務提携[19]。
  - 6月 - 新業態 旨唐揚げと居酒メシ「ミライザカ」を新宿御苑、中目黒、北千住に出店。
  - 7月 - 新業態「三代目 鳥メロ」を武蔵境、国立、仙川に出店。
  - 8月 - テキサス風メキシカン「TEXMEX FACTORY」1号店、渋谷神南店を東京都渋谷区に出店。
  - 10月 - 新業態『カタマリ肉ステーキ＆サラダバー「にくスタ」』南蒲田店を大田区南蒲田2丁目に出店。
  - 12月 - 新業態「bb.ｑOLIVE CHICKEN Cafe」実験店舗を本社のある大鳥居京急第一ビルに出店。
- 2018年（平成30年）
  - 10月 - 「bb.q OLIVE CHICKEN Cafe」1号店、笹塚店を東京都渋谷区に出店。
  - 11月 - 新業態「しろくまストア」1号店、大森店を東京都大田区に出店。
  - 11月 - 新業態 揚げたてから揚げとテリー伊藤こだわりの玉子焼き 「から揚げの天才」1号店を大田区蒲田の京急本線梅屋敷駅近くに出店。
  - 11月 - 焼肉業態「もつ★りき」1号店、御茶ノ水店を東京都千代田区に出店。
  - 12月 - 「厳選煮干しらーめん 初代 にぼ助」1号店、御茶ノ水店を東京都千代田区に出店。
- 2019年（平成31年/令和元年）
  - 3月26日 - 神明ホールディングスとの資本・業務提携を解消[20]。
  - 10月1日 - 渡邉美樹が代表取締役会長に就任。
  - 10月 - ワタミファーム&エナジー株式会社がワタミエナジー株式会社に社名を変更。
- 2020年（令和2年）
  - 3月 - 『カラオケまねきねこ』のコシダカと『から揚げの天才』のフランチャイズ契約を締結。これにより『天才』の多店舗展開が加速する。
  - 5月 - ワタミエージェント株式会社を設立。
  - 5月 - 新業態「かみむら牧場」1号店、京急蒲田第一京浜側道店を大田区南蒲田2丁目にオープン。これに伴い『にくスタ』南蒲田店は本社のある大鳥居京急第一ビルに移転し、羽田大鳥居店となる。
  - 10月 - 新業態「焼肉の和民」1号店、大鳥居駅前店を本社至近の大田区西糀谷3丁目に出店。
  - 10月 - 「から揚げの天才」の新業態、「から揚げの天才酒場」1号店、五反田店を東京都品川区に出店
  - 11月 - 「かみむら牧場」台湾1号店として、微風広場店を台北市に出店、和牛食べ放題を世界へ
  - 12月 - 「焼肉の和民」名駅4丁目店を東海地区に初出店。
- 2021年（令和3年）
  - 2月 - 「ニッポンまぐろ漁業団」の撤退を完了。
  - 2月 - 語らい処「坐・和民」の撤退を完了。
  - 3月 - JAPANESE DINING「和民」の撤退を完了。
  - 3月 - 東京農業大学と包括連携協定を締結。
  - 3月 - ワタミファーム瀬棚農場（北海道）、白浜農場（千葉県）、臼杵農場（大分県）の譲渡を完了。「手づくり厨房」鹿児島センターの譲渡を完了。
  - 5月 - 2021年3月期連結決算で売上を前年度比で33%落とし、116億円の赤字を計上。自己資本比率を7％に落とし、日本政策投資銀行に120億円の優先株出資を要請中と表明。資金支援を受け、業態転換を図る[21]。
- 2022年（令和4年）12月 - 新業態「すしの和」1号店、錦糸町南口駅前店を墨田区江東橋3丁目に出店
- 2023年（令和5年）
  - 7月 - 子会社であるWatami China Co. Ltd. （香港）は「日本橋海鮮丼つじ半（以下、「つじ半」）」を運営する株式会社MＴＫとライセンス契約を締結し、「つじ半」の香港1号店を東涌にオープン
  - 10月 - 新業態 新総合居酒屋「和民のこだわりのれん街」1号店、大井町東口駅前店を品川区東大井5丁目に出店。
  - シンガポールのリーダーフードを子会社化[22]。
- 2024年（令和6年）
  - 4月 - サニー・スシ・カンパニーを子会社化した[23]。
  - 10月 - サブウェイとフランチャイズ契約（契約期間10年間）を結ぶとともに同社の日本法人を買収しファストフード事業に本格参入することを発表[24]。

## グループの事業

### 外食事業
運営会社を記していない業態は、ワタミ株式会社が運営する業態である。

#### 現行の展開店舗
サブウェイ
長楕円形のサンドイッチ（サブマリンサンドイッチ）を主力商品とするファーストフードチェーン。
新総合居酒屋「和民のこだわりのれん街」
2023年10月に東大井にオープンした居酒屋。
焼肉の和民
焼肉店業態。「和民」からの転換業種。
幸せの焼肉食べ放題「かみむら牧場」
焼肉店業態。「にくスタ」からの転換業種。
居食屋「炭旬」（すみしゅん）
炭火串焼と旬鮮料理を中心とした店。2008年6月に1号店をオープン。「わたみん家」と同様に、ワタミ社内の社員独立制度のパッケージとして考案された業態である。
Restaurant & American Bar「T.G.I. Friday's」（ティージーアイ・フライデーズ）
アメリカのカールソン・レストランツ・ワールドワイド社が世界57か国以上で展開する、「古きよきアメリカ」をコンセプトとするカジュアルダイニングレストラン。日本国内では株式会社ティージーアイ・フライデーズ・ジャパンが運営する。アメリカ・グアムでも現地法人・ワタミUSAグアムが店舗を運営している。
CHINA BISTRO「WANG'S GARDEN」（ワンズ ガーデン）
「気軽に本格的な美味しい中華料理を楽しめる」がコンセプトの中華料理店。
居食屋「渡美」（わたみ）
ワタミ本社の近くにある居酒屋。
寿司・焼鳥・酒肴「すしの和」
2022年12月にオープンした新業態。
ミライザカ
から揚げ中心の居酒屋。「和民」からの転換業種。未来（ミライ）総合居酒屋を創造し続け、上り坂（ザカ）を上り続けるように業績を回復させる願いを込めて名付けた。
三代目 鳥メロ
焼き鳥専門の居酒屋。「わたみん家」からの転換業種。お客様を鳥料理で『メロメロ』にしたいと言う思いを込めて名付けた。
から揚げの天才
かつて「天才ディレクター」と呼ばれたテリー伊藤プロデュースによるから揚げ専門の飲食店。もともとは創業者の渡邉が出演しているラジオ番組『渡邉美樹 5年後の夢を語ろう!』（ニッポン放送）にテリーがレギュラー出演するようになってからの企画。「ミライザカ」をベースに、実家が玉子焼き屋のテリーらしく玉子焼き付きの定食を提供しているのが特徴。東京都大田区蒲田の梅屋敷駅近くに2018年11月開店。
TEXMEX FACTORY（テクスメクスファクトリー）
テクスメクス料理専門店。タコス、ブリトー、ファヒータなどが中心。

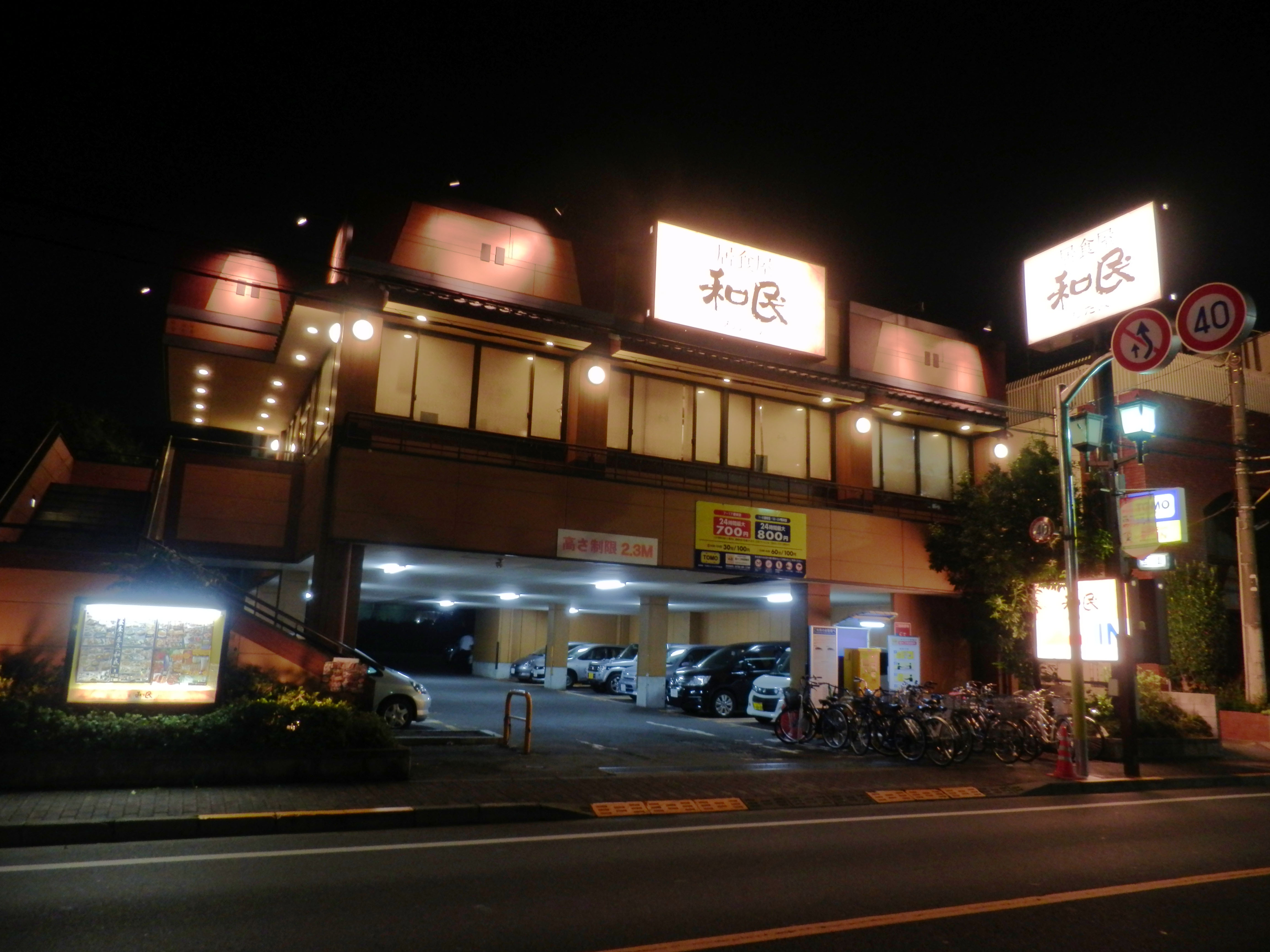
和民 東大和店（現在は閉店）
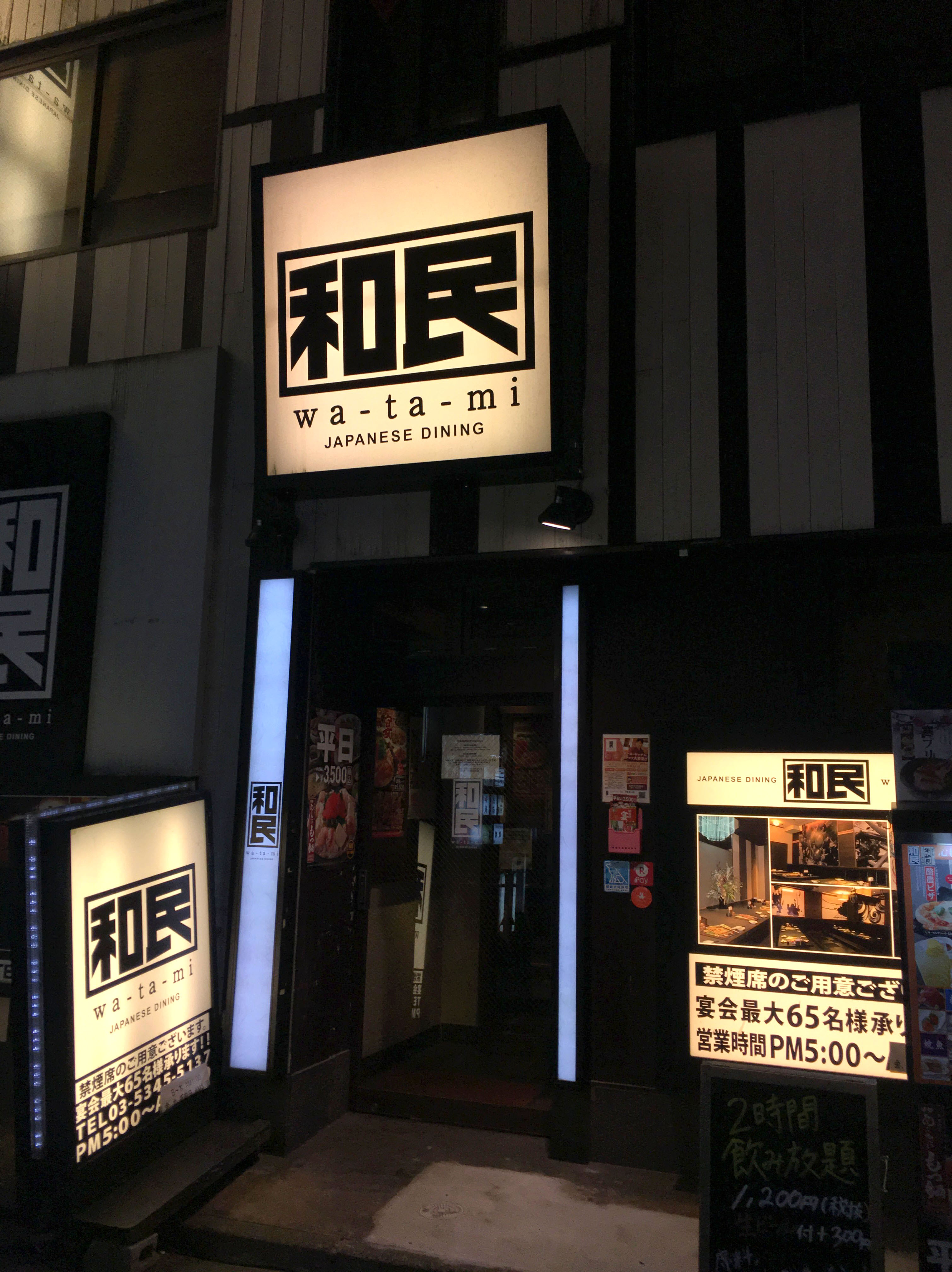
和民 中野北口店（現在は閉店）
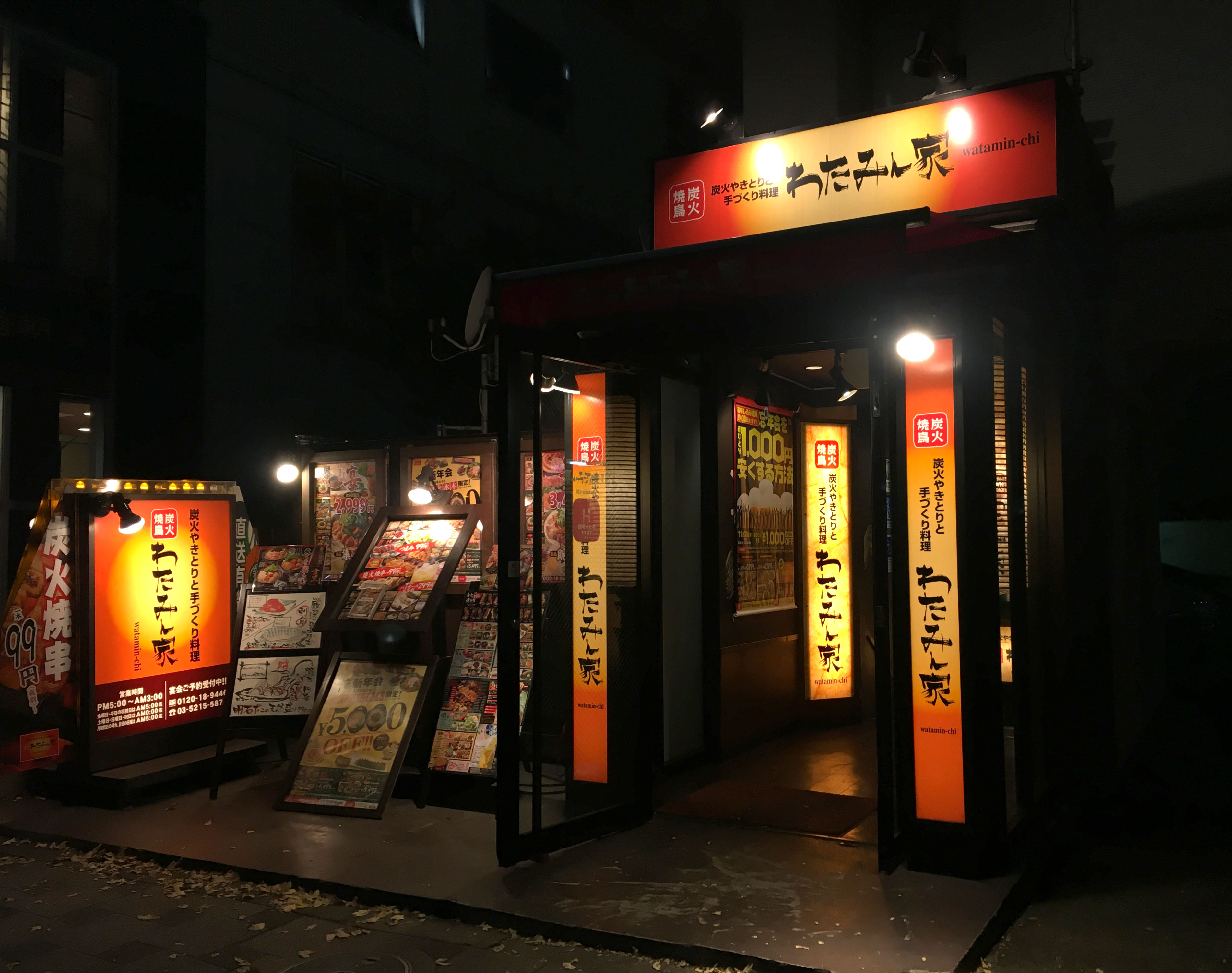
わたみん家 半蔵門駅前店（現在は閉店）
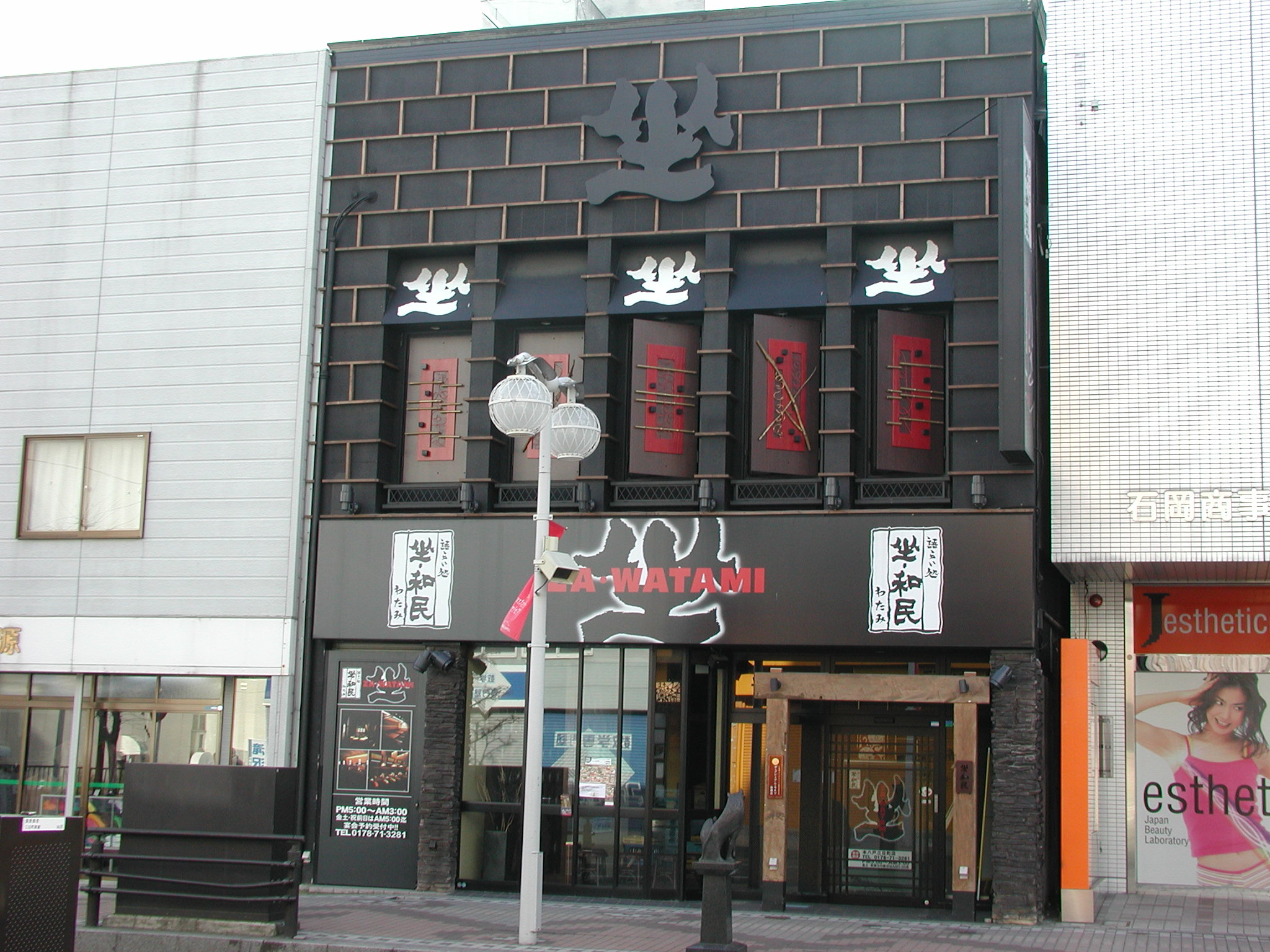
坐・和民 本八戸三日町店（現在は閉店）
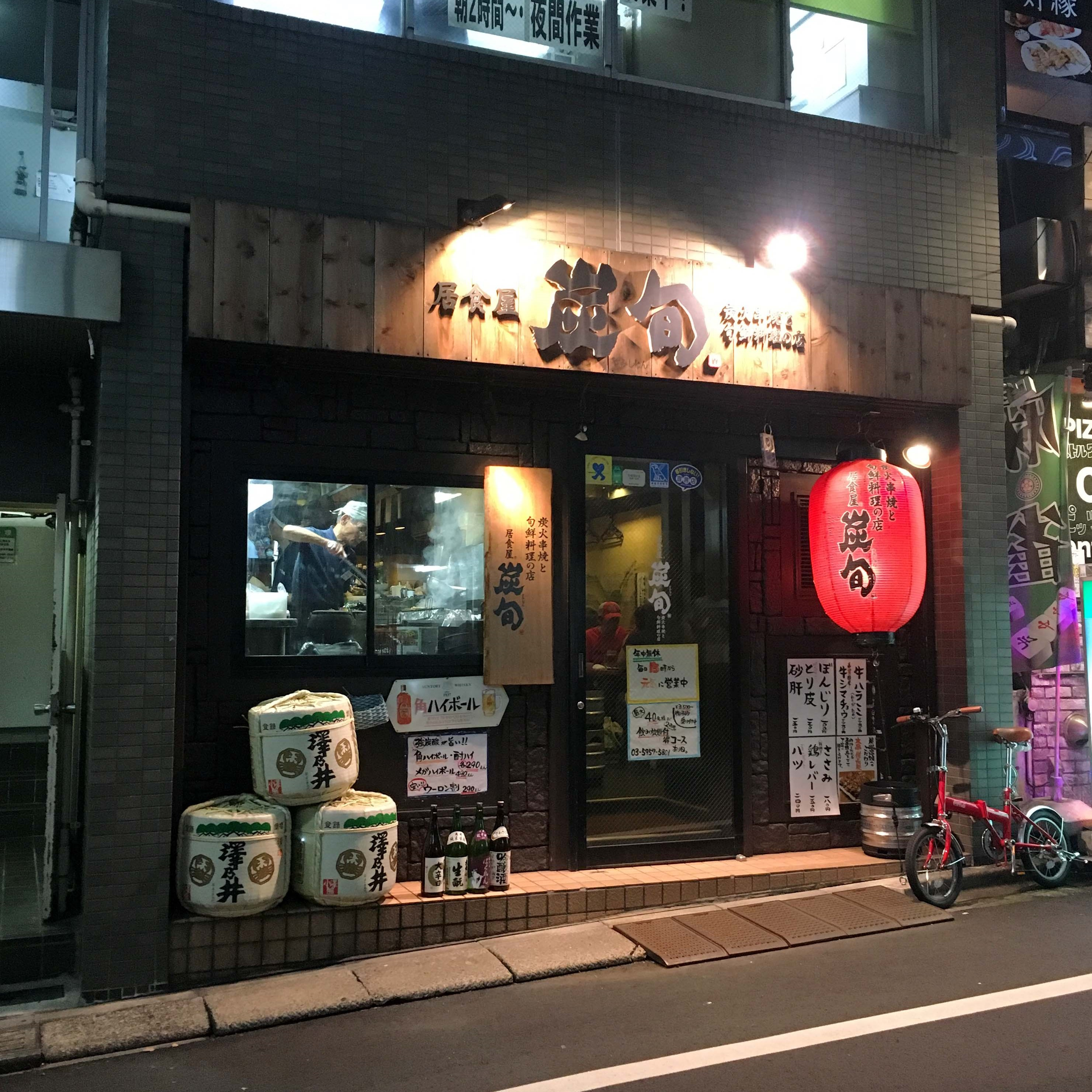
炭旬 大塚店（現在は閉店）
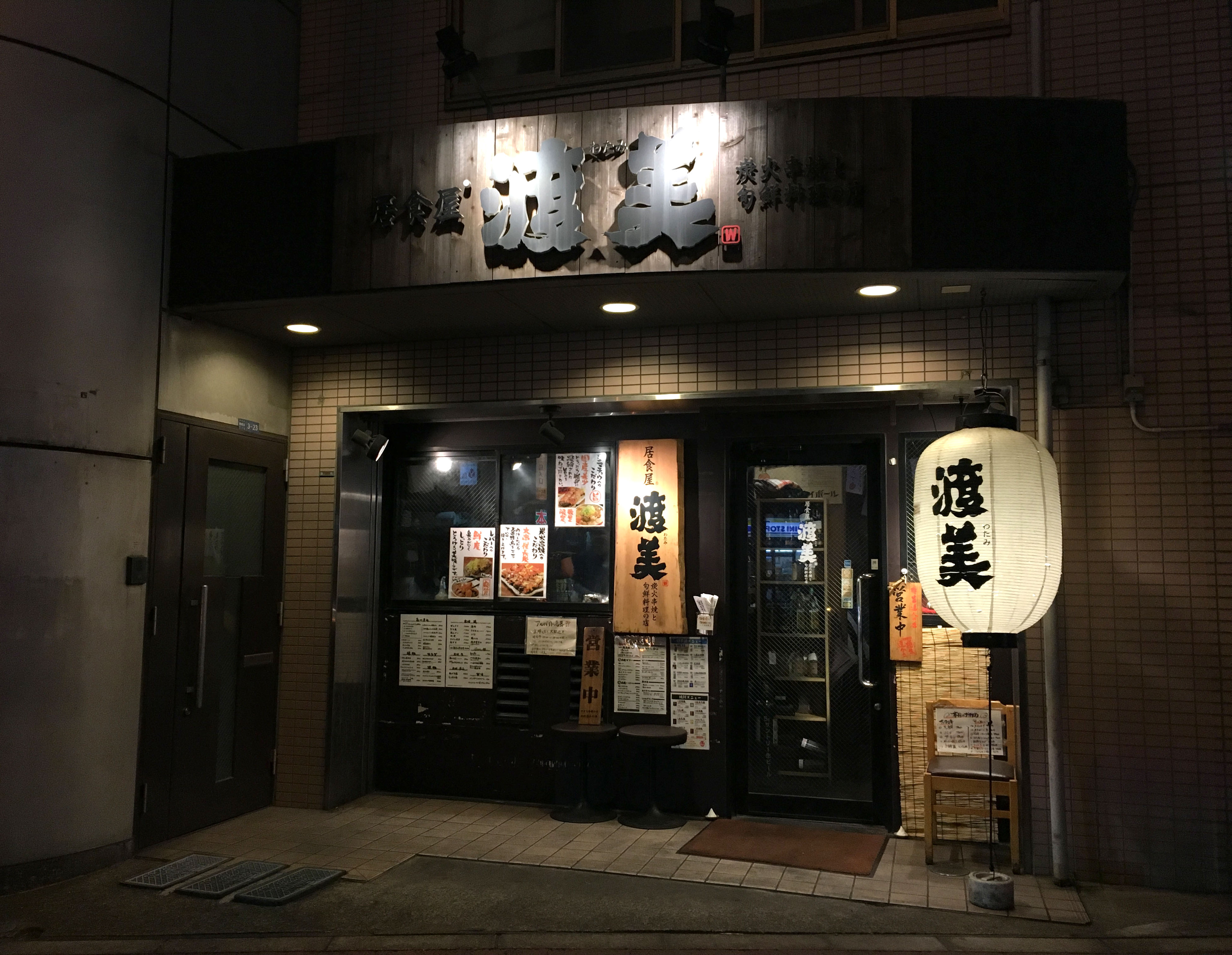
居食屋 渡美
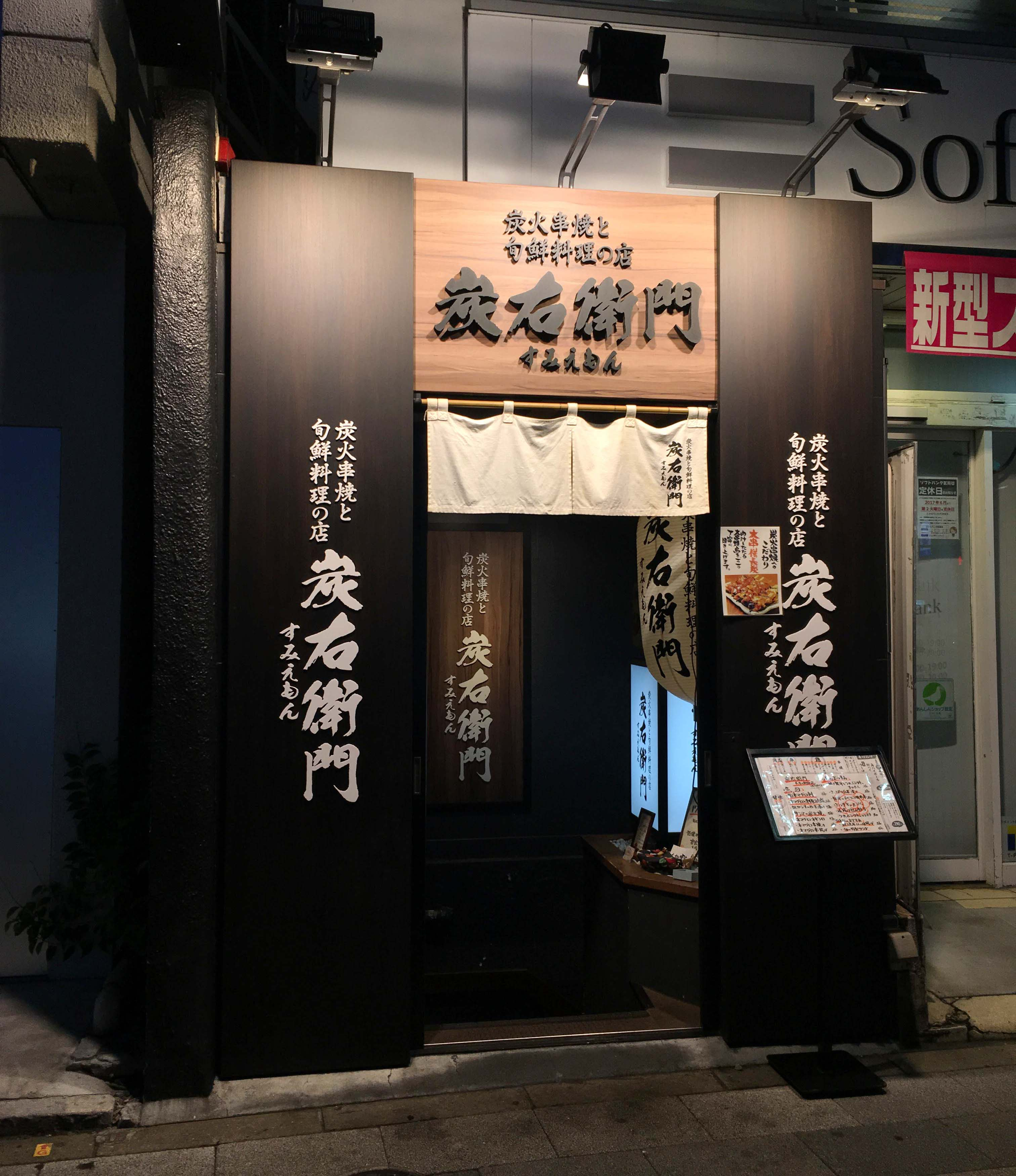
炭右衛門 茗荷谷店（現在は閉店）
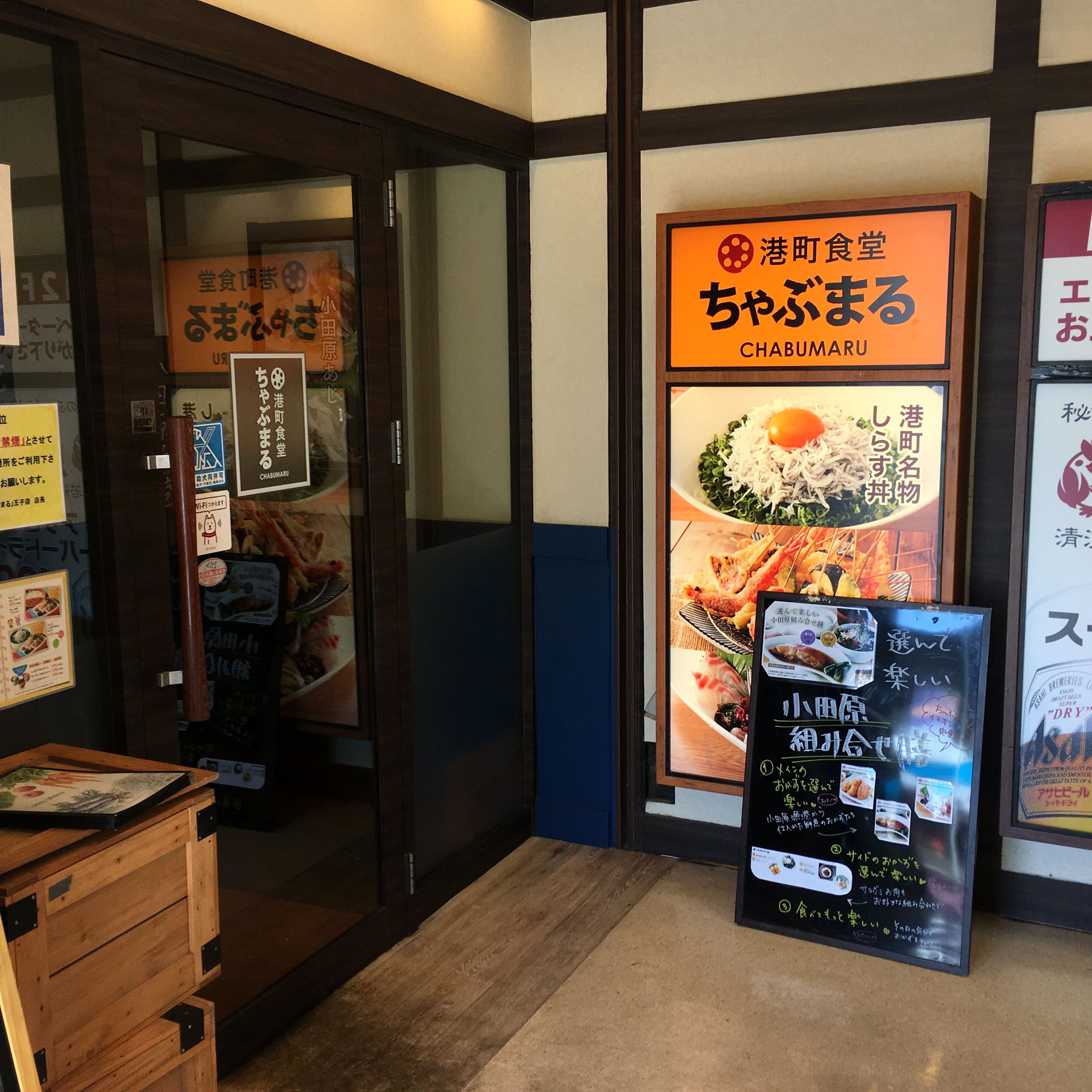
ちゃぶまる 王子店（現在は閉店）
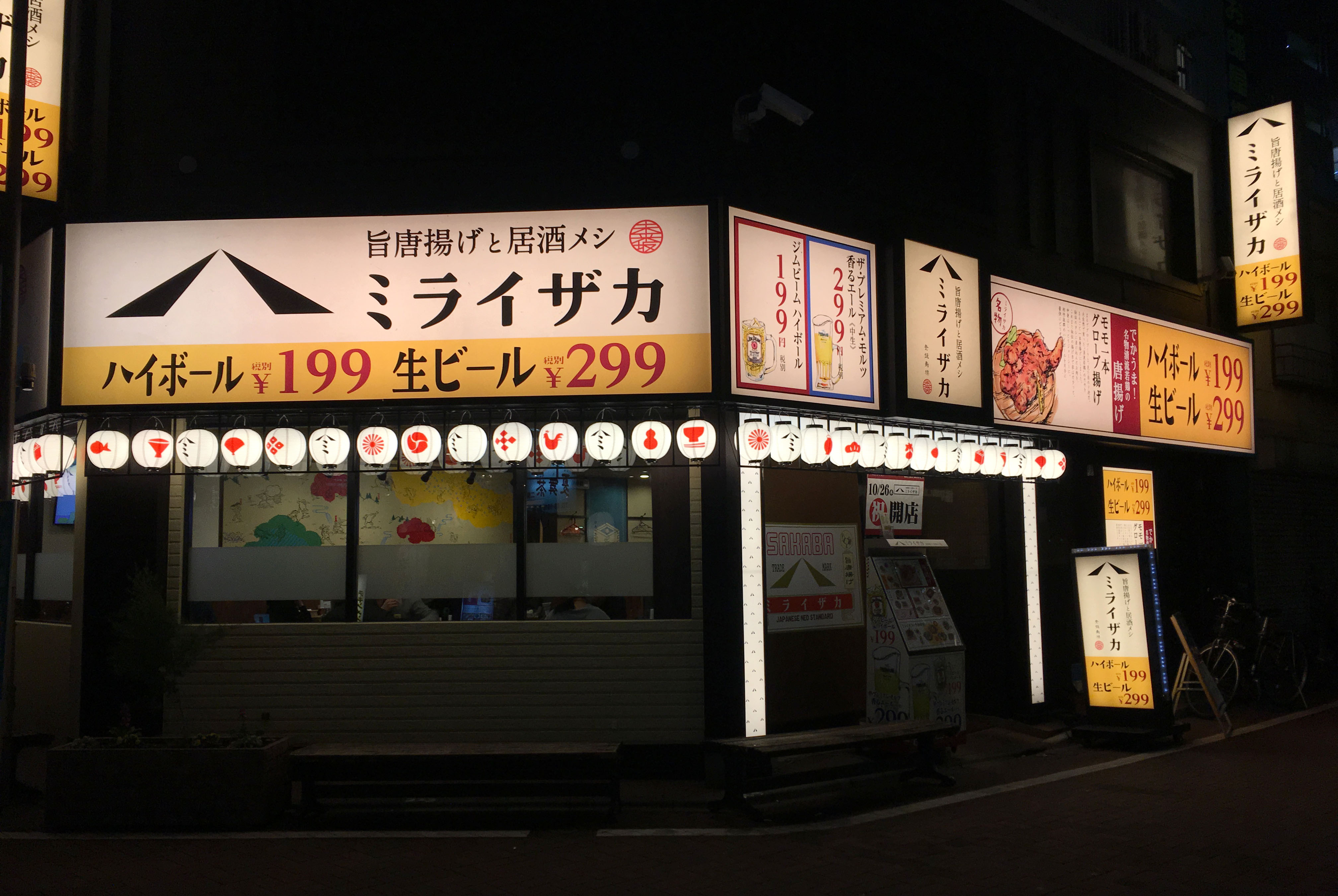
ミライザカ 練馬店
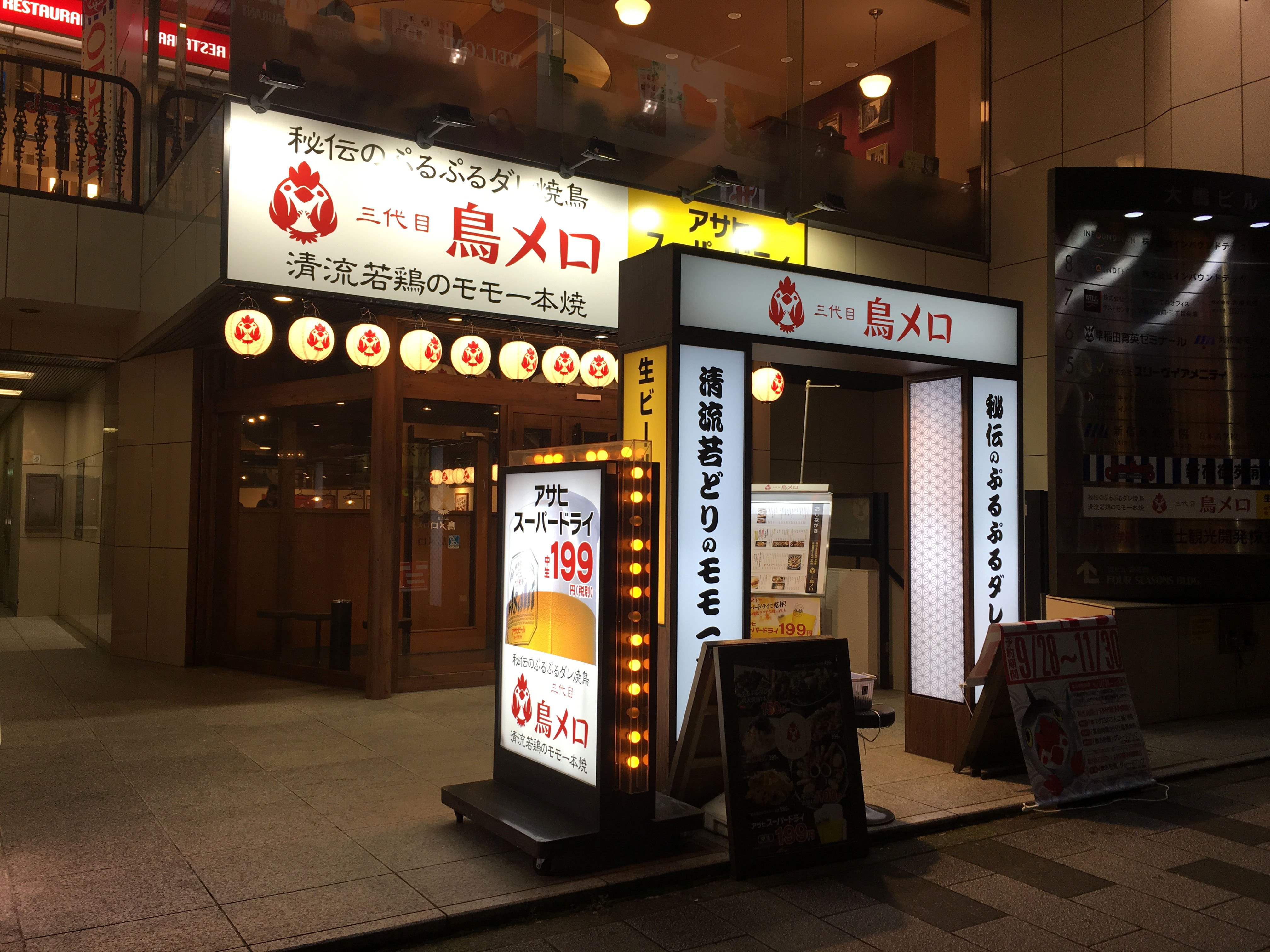
三代目鳥メロ 新宿御苑前店
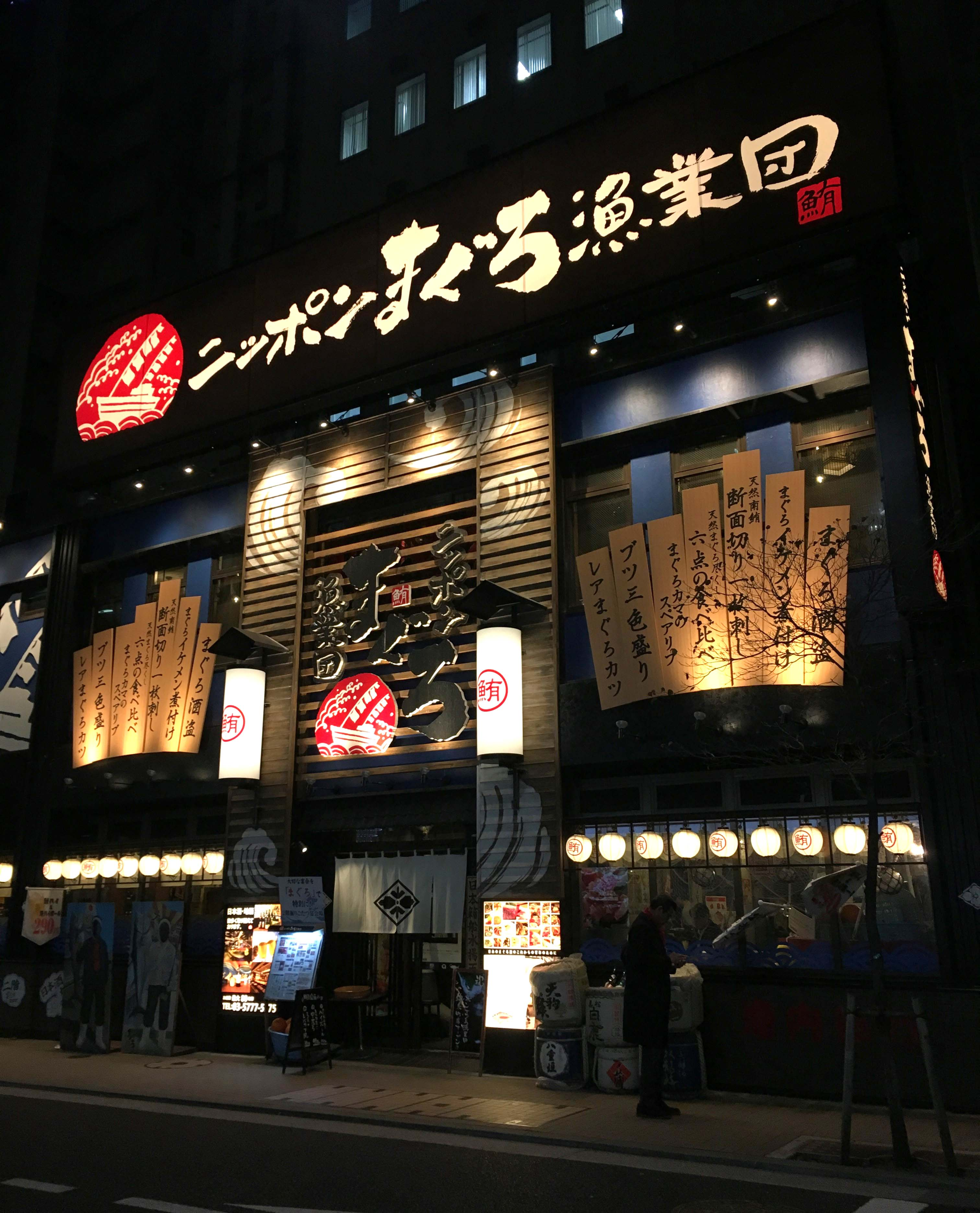
ニッポンまぐろ漁業団 浜松町大門店（現在は閉店）
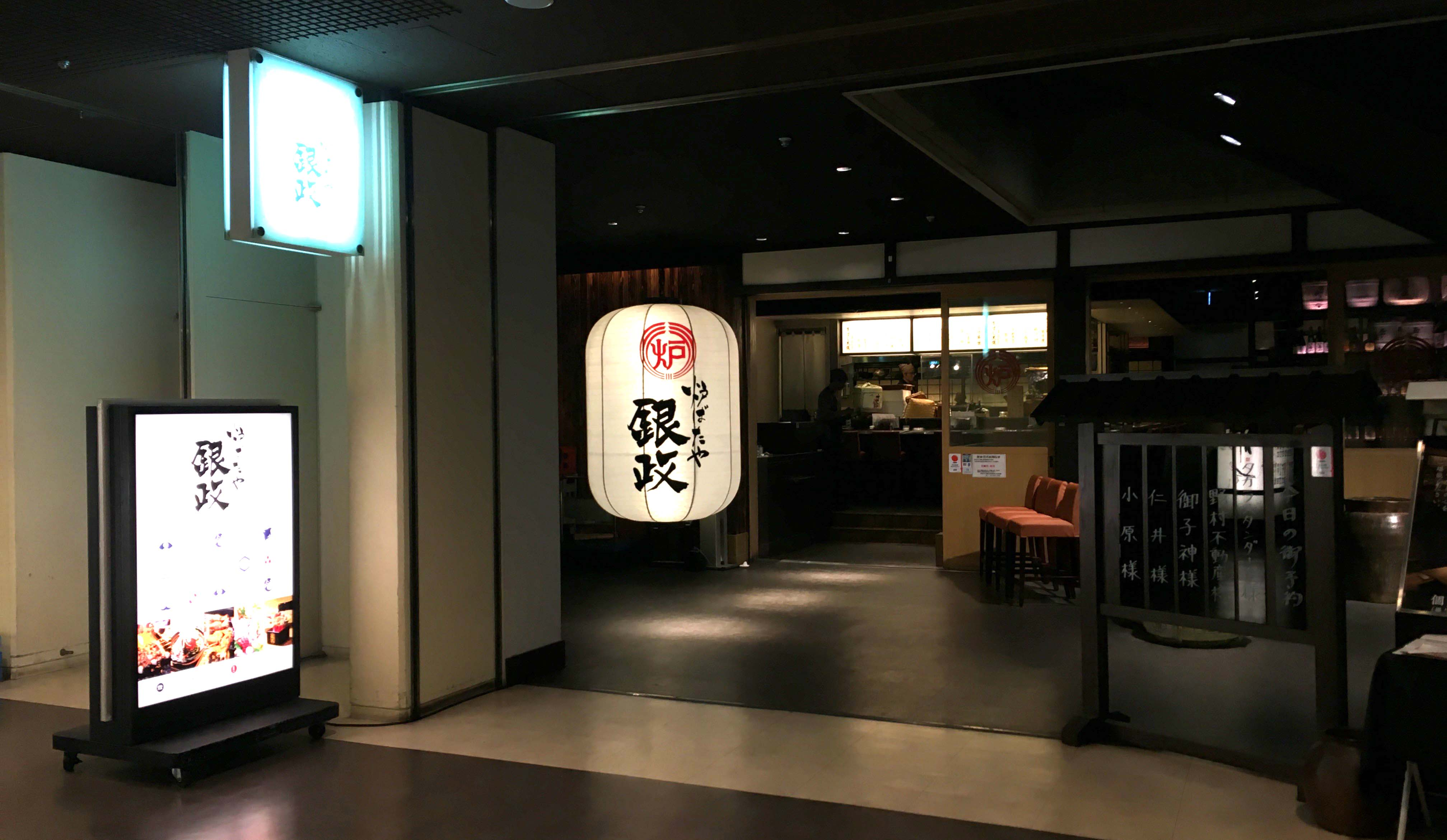
炉ばたや 銀政 新宿野村ビル店（現在は閉店）

#### 展開終了の店舗
居食屋「和民」（わたみ）
総合的な品ぞろえの居酒屋。
JAPANESE DINING「和民」、Japanese Casual Dining「和民」（わたみ）
2011年3月に居食屋「和民」からのリニューアルとして中目黒に1号店を出店。2014年4月9日現在、全国で192店舗が存在し、ワタミグループの中核を成している。
語らい処「坐・和民」（ざ・わたみ）
語らいながらゆっくり飲める、個室感覚の食空間を提供する、高級感のある居食屋業態。（160店舗以上）
炭火焼だいにんぐ「わたみん家」（わたみんち）
本格炭火焼、自家製おでん、大阪風串揚げを提供する居食屋業態。ワタミダイレクトフランチャイズシステムズ株式会社が運営する。ワタミ社員が独立して、フランチャイズ展開することを念頭においた業態でもある。フランチャイズにより店舗数が増加させ、一時はワタミグループで最多の店舗数であった（220店舗以上）が、2017年頃より急速に「三代目 鳥メロ」への業態転換が始まり、2018年10月時点で公式サイトから消滅しており、店舗も存在しない（「わたみん家」からリニューアルした「酒場 わたみんち」は2店舗残存）。
海鮮処「和民市場」
新しい魚介料理が楽しめる居食屋業態。
ごはん酒房「然の家」（ぜんのや）
自然をキーコンセプトとした、ゆったりと語り合える新しい和の居食屋空間を提供する業態。
焼肉居食屋「炭団」（たどん）
「炭火・肉・タレ」にこだわった炭火焼肉居食屋業態。
DINING & BAR「Japago」(ジャパゴ)
japanese dining「ゴハン」の基本を継承した、カフェとしてもダイニングバーとしても利用できる業態。
japanese dining「ゴハン」
古きよき「日本の食卓」をコンセプトとするモダンな居食屋。海外展開店舗の「和民HongKong」（香港）、「和民Shenzhen」（深圳）、「和民Taiwan」（台湾）のベースとなった店でもある。2012年9月をもって閉店。
居食屋「和み亭」（なごみてい）
家族ターゲットのファミリーコミュニティレストランを居酒屋マーケットにシフトさせた業態。駅周辺生活圏に特化し、平日は居酒屋ニーズに、週末はファミリーが来店する居食屋ニーズに対応していた。
居食屋「手づくり厨房」
手作り・できたてをコンセプトに、炭火焼、石焼き、溶岩焼きなどの特色のある料理の味と香りを楽しめる居食屋業態。居酒屋チェーン店では初の店内全面禁煙を導入したことで話題となった。
イタリアン居食屋「CaraGente」（カーラジェンテ）
株式会社カーラジェンテが運営していた、イタリアン居食屋。2003年9月に撤退。
パスタ・ピザ & サラダビュッフェ「Elena Pasta」（エレーナパスタ）
イタリアン業態。パスタやピザ、サラダビュッフェ、ドルチェをファミリーで楽しめる。2018年5月に撤退。
お好み焼HOUSE「唐変木」
お好み焼き店業態。創業当初の主力業態で、当時は主な仕入先である日本製粉から出資も受けていた。
お好美壱番「KEI太」
お好み焼宅配事業。
居酒屋「ニッポンまぐろ漁業団」
2015年9月16日に新橋にオープンしたマグロ料理を中心とした店。
カタマリ肉ステーキ&サラダバー「にくスタ」
ステーキレストラン業態。2016年10月に1号店の南蒲田店を開店。合計6店舗を展開したが、2022年3月15日に撤退した。
炉ばたや「銀政」（ぎんまさ）
炉端焼きが特徴の比較的高価格帯の居酒屋。2014年3月にオープン。

### 中食事業

#### 展開終了の店舗
わたみキッチン
三越からの出店要請を受けて、ダイヤモンドシティー・ミュー（現在のイオンモールむさし村山）の三越・武蔵村山店店内に1号店を、新宿・京王百貨店内に2号店をオープンした。
外食産業で培った調理技術をふんだんに投入した惣菜を調理・販売しており、将来的には、介護事業で培った食べやすい料理も導入される方向であった。
当初、「おおきなかぶ」という名称で開業する予定だったが、現在の名称に改められ、店舗ロゴにそのイメージの名残が残っていた。しかし、百貨店地下食品売場の平均販売単価と、ワタミが得意とする販売単価との差があまりにも大きすぎたため、2007年夏に全店閉店、即座に撤退した。

### 宅食事業

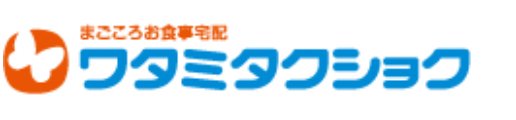
ワタミタクショク旧ロゴ(2008~2012)

ワタミ株式会社(2015年まで「ワタミタクショク株式会社」)が手がける食材宅配サービス。主に完成品を社員である「まごころスタッフ」が届ける。

### 農業事業
ワタミグループ全店での、安全な食材を使った料理の提供を目的に、1998年に契約栽培での減農薬・減化学肥料栽培野菜を導入した。2001年には、グループ内企業での有機農産物の生産を開始している。現在、約40種類の野菜に加え、酪農と乳製品加工と、生産品目を拡大しており、ワタミグループ各店に食材として供給するほか、「ワタミファーム倶楽部」で有機野菜の宅配を行っている。
農業事業は、主に有限会社ワタミファームを中心に事業展開が行われている。ワタミファームと呼ばれる農場は全国に6か所ある。グループ会社農場を含め約250haの農場で、日本で生産されている有機野菜の約6%（2004年度実績）を生産する、有機農業事業者では日本最大のグループになった。

### 介護事業（撤退）
2004年4月、ワタミメディカルサービス株式会社を設立して、介護事業に参入した。2005年3月に介護会社をM&Aで買収し本格参入。
ワタミの介護株式会社が事業展開を行ってきた。コムスンの介護事業者認定取り消しで一部事業（施設介護）を受け入れ表明していたが、断念した。
また、宿泊施設、飲食物の提供、乳幼児の保育、老人の養護、布団などの貸与などに関して、「ワタミの介護」、「ワタミ」、「介護」などの語や意匠について商標権を有する。
2015年12月、損保ジャパン日本興亜ホールディングスに売却し、介護事業から撤退した。

### 環境事業
店舗施工・メンテナンス業務を行う。子会社のワタミエナジー株式会社が行っている。
ワタミグループの店舗や介護施設などでのエネルギー削減システムやリサイクルシステムの展開、自社リサイクルセンターでのリサイクル活動により、地球環境保護、二酸化炭素排出削減による地球温暖化防止に貢献すべく活動している。

### 教育事業
ワタミユニバーシティ株式会社が行う。ワタミグループ内での採用・教育から、人材開発・教育に関することなど多岐に亘るサポート業務へ事業を拡大し、外食産業以外での他企業へも業務を提供している。

### 国際貢献・社会貢献
特定非営利活動法人「School Aid Japan」（スクール・エイド・ジャパン）を通じて、「一人でも多くの子どもたちに人間性向上のための教育機会と教育環境を提供する」ことを目的に、発展途上国において、学校施設の建設、学校教育環境の改善、教材支援や就学困難の児童への支援を行っている。
School Aid Japanの活動は、ワタミグループ各社・社員からの寄付、その他の個人・団体の寄付のほか、ワタミグループのクレジットカード「ふれあいカード」の総利用額1%相当額の寄付、ワタミ株主優待券による寄付により支援されている。
2040年の「RE100」の目標実現に向け、2021年10月1日より、本社ビルと食品工場「ワタミ手づくり厨房 中京センター」で使用する電力を100％再生可能エネルギーに切り替えました。
また、ワタミの宅食で使用されるプラスチック製弁当容器を回収し、再資源化するリサイクルループで脱炭素社会を目指しています。

## ブラック企業との批判
社長の桑原は「ブラック企業である」という批判に対して、ブラック企業はインターネットで騒がれているだけで、一般的な人々の見解では大して問題になっていない、そもそも「ブラック企業の定義」が、インターネット発祥のもので、曖昧でそれが多くの和民の社員や株主、取引先、その家族に迷惑をかけていると、ブラック企業問題に対して否定的な見解を示している。このような意見に対し、週刊誌の記事や書籍などで、運営・営業方針を否定的に取り上げた媒体や執筆者（又は団体）に「虚偽で名誉毀損にあたる」として、法的措置も辞さない是正勧告を目的とした通告書などの送付を会社で行っている。

## 労働組合
創業以来、ワタミには、労働組合は存在しなかった。ワタミ人事部は、2008年4月に入社し過労自殺した女性と同期に入社した従業員に対し、会社説明会の席上で、「ワタミの従業員は家族であり『労使一体』であるため、労働組合が存在する必要はない」と述べていた。
2016年5月16日、全従業員（社員・アルバイト）1万3千人を対象としたワタミ初めての労組労働組合「ワタミメンバーズアライアンス」を結成。ユニオン・ショップ制度を採用しUAゼンセンが支援している。

## 不祥事・事件

### 労働基準法違反

#### 従業員への賃金未払い
ワタミの傘下企業である「ワタミフードサービス」は、アルバイト従業員の勤務時間を30分単位で記録し、端数を切り捨てて賃金計算を行っていた。この様な、時間外労働時間の四捨五入や切り捨ては、労働基準法の趣旨に反し、違法となる可能性がある。
2006年9月、北大阪労働基準監督署は「和民香里園駅前店」と「坐・和民枚方市駅前店」を調査し、未払い賃金の存在を明らかにした。その上で、ワタミフードサービスに対し是正勧告を行い、他店舗でも同様の問題がないか調査するよう指導した。ワタミフードサービスが内部調査を実施したところ、全国47店舗で同様の事例が確認された。ただし、ワタミ社長室が公表したコメントでは「香里園店を含む6店舗」 にて問題があったことは認めているが、内部調査により同様の行為が発覚した店舗数については公表していない。この問題に対し、ワタミの社長室は「時間管理が十分ではなかった」 と説明している。
ワタミの広報担当では「労働時間の切り捨てはあってはならず、徹底できていない店があった。全国の店舗ですでに改めた」 とし、217人に対し、合計約1280万円の未払い賃金を支払った。

#### 内部告発者を懲罰解雇
2006年7月、北大阪労働基準監督署に内部告発した元従業員は、「内部告発に対する報復で解雇された」 と主張し、ワタミフードサービスを提訴した。元従業員の主張によると、賃金未払いの改善を求めても店長が対応しないため、ワタミフードサービス側に通告した上で、労働基準監督署に通報したところ、ワタミフードサービス側から「労基署に行くようなやつは会社にとって脅威だ」 と労基署を否定しつつ、退職するよう要求され、同年9月に解雇されたとしている。
しかし、ワタミの社長室では「内部告発を理由に解雇を行なった事実は一切ございません」と事実に反するコメントを公表し、「解雇する時はやむを得ない理由場合に限られていますし、内部告発が原因だということは絶対にありません」 と説明している。2009年1月14日、大阪地方裁判所で和解が成立し、ワタミフードサービスが懲戒解雇を撤回して合意退職とし、解決金75万円を支払い、金銭による解決とした。また、和解条項で、同社は解雇の際に不適切な発言があったことも認めて陳謝した。

#### 不適切な労使協定の元での時間外労働
ワタミの一部店舗で、労働基準法によって定められている、労使間の手続きを踏まないまま時間外労働をさせていた事が、2012年5月に発覚し、同社は実態調査に乗り出す方針を表明した。

### 女性従業員の過労自殺
2008年に自殺した女性従業員について2012年に労働災害が認定され、その損害賠償などをめぐって2013年に提訴が行なわれ、2015年に多額の賠償をともなう和解が成立した。
2008年（平成20年）4月に「ワタミフードサービス」に入社し、神奈川県横須賀市内の居食屋「和民」京急久里浜駅前店(その後Japanese dining「和民」京急久里浜駅前店を経て 「ミライザカ」京急久里浜駅前店 となる)に配属された女性従業員（当時26歳）が、2か月後の同年6月に同市内の自宅近くのマンションから飛び降りて自殺した。
女性の遺族は「長時間の深夜勤務や、残業が続いた」ことを過労死の原因とする労働災害の認定を申請した。
横須賀労働基準監督署は女性の自殺が業務に起因するものとは認めなかったため、遺族は神奈川労働局に審査を求めた。
神奈川労働者災害補償保険審査官により改めて審査が行われた結果、2012年（平成24年）2月14日付けで、女性の自殺は、過労自殺による労働災害であると正式に認定された。
決定書および代理人弁護士によると、「深夜の調理担当として配属された」女性は「連日午前4時から6時までの調理業務」および「朝5時までの勤務が1週間連続」するなど、「最長で連続7日間の深夜勤務を含む長時間労働」により「1か月の残業が約140時間」に達し「4月から6月の2か月間の残業は計約227時間」にも及んだばかりか、「『休日』には午前7時からの早朝研修会やボランティア活動およびリポート執筆」が課され「休日や休憩時間が不十分」で「極度の睡眠不足の状態」に陥り、「不慣れな調理業務の担当となり、強い心理的負担を受けた」ことなどを主因として「精神障害を発病」し女性が自殺に追い込まれたと、業務と自殺の因果関係を認めた。
自殺前の女性の手帳には、助けを求める悲痛な叫びが記されていた。本件に関して女性の父親は「過酷な労働環境により娘は自殺に追い込まれた。ワタミの責任だと認められたことが娘への何よりの供養。これを機に、ワタミが従業員を重んじる企業へと更生することを望む。また、同様の状況下にある人を少しでも救ってほしい」と述べた。
ワタミ広報グループは報道各社の取材に対し、いったんは「審査官による決定書の内容を把握しておらず、コメントを差し控えたい」と述べ、2月21日に自社のウェブサイト上にて「当社の認識と異なっており、今回の決定は遺憾」との声明を文書にて発表した。
同社の創業者であり取締役会長の渡邉美樹は自身のTwitterで女性の自殺について触れ、「労災認定の件は非常に残念であるが、労務管理ができていなかったとの認識はない」との見解を示した。そしてそのわずか5時間半後には、自身が理事長を務める「郁文館夢学園の姉妹校建設のためバングラデシュを訪れた。バングラデシュにおける教育モデルを作りたい」などと発言した。
渡邉のこれらの発言には多くの批判が寄せられたが、渡邉はそれに対し「多くの指摘に感謝する」と述べた。
また、「バングラデシュで学校を作ることは、亡くなった彼女も期待してくれていると信じている」などと発言した。
渡邉は、神奈川労働者災害補償保険審査官によって正式に認定された元女性従業員の苛烈な労務を認めなかったばかりか、女性の自殺という取り返しのつかない結果に至ってしまったことに対する謝罪の弁を述べることもなかった。
渡邉の一連の発言に対し、あまりにも不見識であるとの批判が殺到した。
この後、渡邉は「命懸けで反省する。彼女に心から詫びねばならない」と陳謝した。
この渡邉の発言のあとの2月24日、ワタミは自社のウェブサイトから、「当社の認識と異なっており、今回の決定は遺憾」と会社としての見解を表明していた文書を削除し、新たに「労災認定については、神奈川労働者災害補償保険審査官による決定の内容を精査し、真摯に対応する」との声明を文書にて発表した。
しかしワタミは、自殺した元女性従業員の残業時間や勤務状況、および先の文書を削除した意図に関しての回答は拒否した。
代理人弁護士はワタミに対して、遺族への謝罪と賠償を請求し、再発防止策の提示を求める要望書を提出すると表明した。
渡邉は自ら「命懸けで反省する」と公言し、ワタミも「真摯に対応する」との声明を出していた。
労災が認定されたにもかかわらず、ワタミは遺族に対し「直ちに会社の安全配慮義務違反には当たらない」と主張し、遺族が求めていた再発防止策への明確な回答も拒んだ。
遺族は、元女性従業員の自殺の原因究明と再発防止のため、2012年9月にワタミの会長である渡邉本人との直接交渉を求めた。
それに対しワタミは、「渡辺会長の同席は一回だけ」、「録音は不可」、「両親の立てた代理人とは交渉しない」、「労働組合の立ち会い不可」などと回答した。
遺族が抗議すると、2012年11月、ワタミは、加害者である自らが被害者である遺族に対して名古屋地方裁判所に民事調停を申し立てるという異例の対応を取った。
申し立てた調停の趣旨は、ワタミ側が遺族側に対して支払うべき損害賠償の金額を決定させることであり、自らの法的責任や安全配慮義務に違反したことは決して認めようとしなかった。
調停にて、遺族の質問に対しては「貴重なご意見として承る」と回答した。
2013年11月、調停は決裂した。
遺族は、ワタミが反省の色を示さず、実態究明をも拒んだまま事を進めようとするのであれば、損害賠償も謝罪も再発防止策もありえないと悲憤した。

#### 遺族による民事提訴
2013年に提訴、2015年に多額の損害賠償をともなう和解が成立した。
理論上、元女性従業員の過労死事件は業務上過失致死の典型例であるとも指摘されるが、実際に刑事事件として取り扱うことは難しい。
仮に刑事事件でワタミ側の有罪が確定したとしても、20万円から30万円程度の罰金で済んでしまうことが多いため、過労死問題に関する刑事罰は事実上の機能不全に陥っている。
2013年（平成25年）12月9日、遺族は、元女性従業員が自殺したのは会社側の安全配慮義務の懈怠によるものであるとし、ワタミフードサービス、ワタミ、創業者の渡邉らに対し、1億5千万円の懲罰的損害賠償を求めて東京地方裁判所に民事提訴した。遺族は、提訴後に記者会見を開き、元女性従業員がなぜ命を断つに至ったのかを、訴訟を通じて明らかにしてゆきたいと述べた。

#### 第1回口頭弁論
2014年（平成26年）2月17日、東京地裁にて、第1回口頭弁論が開かれた。渡邉参議は2月4日の自民党部会で「悔いている。一生かけて償う」と発言していた一方で、当日の口頭弁論を欠席し、大阪で開催した学生向けの就職説明会に参加していた。

#### 第2回口頭弁論の傍聴席占拠問題
2014年（平成26年）3月27日、東京地裁における第2回口頭弁論の際、ワタミ従業員多数によって法廷の入り口が塞がれている状態となっており、法廷の傍聴席が占拠されていると、NPO法人「POSSE」のスタッフがTwitterで報告した。東京東部労働組合および遺族側も、同様の事態が生じたことを報告した。朝日新聞および毎日新聞も、同様の騒動が生じたことを報道した。
それに対し、第1回口頭弁論を欠席し、今回の第2回口頭弁論にて初めて出廷した渡邉は、Facebookで「事実と反する」と表明。「双方傍聴希望が多数あり、その場で協議した結果、原告側（2）：被告側（1）の割合で傍聴席をわけ、受け入れたのが事実だ」と発言した。
ワタミ広報も「関係各部署のスタッフが自主的に傍聴しに時間前に並んだにすぎない」としており、多数の和民の職員が裁判の傍聴を求め、争った事実はあるものの、業務として行った事ではない事を表明している。

#### 第2回口頭弁論
第2回口頭弁論の意見陳述にて、渡邉参議は、原告の申し入れを受諾することはできないと述べ、法廷で争う姿を明確にした。渡邉は、「道義的責任を重く受け止める。心より謝罪を申し上げる」などと述べ、法廷で頭を下げた。この渡邉の陳述に対し、遺族側は、渡邉が「風評被害」という言葉を口に出したことを挙げ、「心からの謝罪であるとは思えない。一日も早く事件を風化させ、事業を通常営業に戻し、利益を回復させたいだけだ」と指弾し、「本来は第1回口頭弁論にて陳述するべき内容。当たり前のことができない会社だ。謝罪は方便にすぎない」と述べた。
渡邉が「争いは早く終えたい」と述べ、渡邉および被告側は、遺族である原告側の主張を全面的に否認する意見陳述書および準備書面を提出した。被告側は、残業時間などの労災認定された事実をも否定した。これにより、原告側は基本的な事実の立証からのやり直しを迫られる形となり、裁判の長期化が懸念された。

#### 和解文書締結
2015年（平成27年）12月8日、東京地方裁判所で、ワタミが「創業者が形成した理念に基づき、従業員に過重な業務を強いた」「渡邉に最も重い責任がある」と認めて、遺族に対して懲罰的損害賠償として1億3,365万円の「懲罰的慰謝料」を支払い、「全従業員に対する過重労働再発防止策を制定」「謝罪文のウェブサイト掲載を1年間続ける」とする和解が締結された。

### 居酒屋「和民」桜木町野毛店での火災事故
2010年（平成22年）4月26日午後5時半ごろ、神奈川県横浜市中区花咲町2-59の白鳥ビル4階の居酒屋「和民」桜木町野毛店から出火し、調理室などが焼けた。ビル内にいた人は全員避難してケガ人はなかった。伊勢佐木署は、従業員が鍋を火にかけて目を離した隙に、油やゴミが付いた排気ダクトに燃え移ったと言う。また、同日付で「和民」を閉店。その後、店舗を改装し、5月14日に「炭火焼だいにんぐ わたみん家」として新たに営業再開した。

### ノロウイルスによる食中毒
- 2007年（平成19年）11月・12月
埼玉県上尾市谷津の居酒屋 「和民」上尾モンシェリー店 で、11月30日および12月1日に飲食した客33名（5グループ）が、下痢や嘔吐などの体調不良を訴えた。鴻巣保健所の立ち入り検査および病院の検査において、一部の客と従業員3名からノロウイルスの陽性反応が検出されたことから、同店は12月12日から3日間の営業停止処分となった[69][広報 11]。
- 2009年（平成21年）4月・5月
介護付有料老人ホーム「レストヴィラ町田小野路」で、4月29日より入居者・職員らに下痢や嘔吐などの症状があり、5月1日までに男性10人、女性18人の合計28人が発症した。東京都町田保健所の立ち入り検査の結果、4人からノロウイルスの陽性反応が検出された。東京都福祉保健局より、5月3日から7日間の給食提供業務停止の行政処分となった[70][広報 12]。
- 2010年（平成22年）1月・2月
広島県東広島市西条本町の居酒屋 「語らい処 坐・和民」広島西条駅前店 で、2月18日夜に飲食した22歳から60歳の客の男女14人が嘔吐や下痢を訴え、西部東保健所は集団食中毒と断定した。同店は、2月22日夜から当分の間、営業禁止処分となった。また、兵庫県神戸市中央区の居酒屋 「語らい処 坐・和民 」JR三宮高架下店 において、1月18日にも14人の集団食中毒を出した[71]。
- 2010年（平成22年）9月
東京世田谷区内の 「語らい処 坐・和民」三軒茶屋駅前店。世田谷保健所の生活保健課によると、2010年9月10日に出された宴会料理が原因で、ノロウイルスによる食中毒の症状を訴えた客が20人いた。同13日の立ち入り検査では店内から検出できなかったが、複数の食事グループから同じ遺伝子配列のウイルスを検出した為、同30日から7日間の営業停止処分にした。ワタミの公式サイト上では、同日付で世田谷区からの行政処分についての文書を出し、店名を挙げた上で処分を厳粛に受け止め、再発防止などに努めることを明らかにしている。なお店舗は処分を受けた事実を公表せず、休業理由を「店内改装のため」と偽っていた。桑原社長、渡邉会長とも「詳細の公表はしない」、理由も「一切回答出来ない」[72]。
- 2011年（平成23年）1月25日
静岡県東部保健所は25日、沼津市大手町の飲食店 「炭火焼だいにんぐ わたみん家」沼津店 で会食した、2組計18人が嘔吐や下痢、発熱などの症状を訴え、ノロウイルスによる食中毒と診断されたと発表。同保健所は25日から当分の間、同店を営業禁止にした。同保健所によると、患者や従業員の便から、ノロウイルスが検出された。患者は、それぞれ22人、6人のグループで、1月15日に食事し、翌16日夜から症状が現れた[73][広報 13]。
- 2012年（平成24年）12月5日〜6日
東京都千代田区保健福祉部・千代田保健所生活衛生課は、ワタミフードサービスが営業するわたみん家「水道橋西口東京ドーム口店」においてノロウイルスによる集団食中毒が発生したことを、2012年12月13日に公表した[74]。同保健所は、同日より同店に対して、施設およびその取り扱いを改善するよう命じ、衛生上の危害が除去され安全が確認されるまで営業を禁じる処分を下した[74]。発症が確認されたのは、12月5日から6日にかけて同店より提供された食事を摂った、21歳から59歳までの大学生および会社員の男女にて構成される四団体[75]。東京都によると、両日の利用客は、合計で約400人であった[75]。ワタミフードサービスは、同店においてノロウイルスによる食中毒症状や体調不良が生じ、千代田区から行政処分を受けたことを認め[広報 14]、「水道橋西口東京ドーム口店」の店舗ページには「都合により一時休業中」との一文を掲載し[広報 15]、同月10日より営業を自粛した[広報 14]。
- 2015年（平成27年）10月17日
神奈川県相模原市中央区淵野辺の居酒屋 「和民」淵野辺北口駅前店　においてノロウイルスによる集団食中毒が発生したことを、相模原市保健所が2015年10月30日に公表した[76]。10月17日に飲食した客18名が、下痢や嘔吐などの体調不良を訴えた[76]。相模原市保健所の立ち入り検査および病院の検査において、一部の客と従業員2名からノロウイルスの陽性反応が検出されたことから、同店は10月30日から2日間の営業停止処分となった[76]。

### 「ワタミの介護」入居者死亡事故

#### 87歳の男性入居者が死亡、不適切な介護
（旧）「ワタミの介護」が運営していた介護老人ホーム「レストヴィラ元住吉」にて入居者の男性（当時87歳）が2006年（平成18年）に容態が急変し死亡した。男性の死後、遺族はワタミを提訴した。横浜地方裁判所は「ワタミの介護」側に約2160万円の支払いを命じる判決を出した。横浜地裁は、男性が死亡した原因は施設側の不適切な介護に起因する細菌感染と敗血症によるものと認定した。

#### 74歳の女性入居者が溺死・隠蔽、警視庁が捜査
2012年（平成24年）2月16日午後、東京都板橋区にある「ワタミの介護」の「レストヴィラ赤塚」にてパーキンソン病を患っていた女性（当時74歳）が、入浴中に死亡した。女性は、パーキンソン病のため身体が不自由であったにもかかわらず、浴室内で1時間半以上放置されたのち、浴槽内で鼻から下が水につかった状態で発見された。警視庁高島平警察署は業務上過失致死容疑で捜査を始めた。司法解剖の結果、死因は溺死であった。この女性は2009年にパーキンソン病と診断され、2010年末に同施設へと入所した。2012年1月ごろから、パーキンソン病による身体の不自由のため、施設内にて転倒を繰り返していた。だが職員は、入浴中に一度も女性の様子を確認しなかった。事故当初、施設側は遺族に対して「10分間、目を離した間に心肺停止になった。病死の可能性が高い」などと説明した。しかし警察の捜査によって施設側の説明は虚偽であることが判明したところ、施設側は一転して「ほかに入浴者がおり、手が回らなかった」などと釈明した。女性の長女は、施設側の介護体制の杜撰さを指摘し、そのような施設に母親を入所させてしまった自身の判断について哀痛と悔恨の弁を述べた。
2016年（平成28年）2月26日、警視庁捜査一課は入浴時の監督義務を怠ったとして、元施設長ら計4人を業務上過失致死で書類送検した。

#### ワタミの介護にて集団食中毒発生　1人死亡
2015年（平成27年）2月12日から13日かけて、「ワタミの介護」が運営する介護老人ホーム「レストヴィラ東大和」にて集団食中毒が発生し、入居者16人がノロウイルスによる食中毒に罹った。食中毒患者のうち84歳の男性1人が同月15日午前5時半に死亡した。死因は、嘔吐物による窒息死であった。同施設の調理担当の従業員よりノロウイルスが検出されたため、保健所は同施設に対し3日間の食事提供の停止を指示した。

### 「ワタミの宅食」における死亡事故
（旧）宅食事業子会社「ワタミタクショク」（現在はワタミが直営）は、サービスとして「まごころスタッフ」による手渡しを基本とした宅配サービスを行っている。さらに、事前に契約をしておけば、弁当を届ける際に異変があった場合には速やかに家族や医療機関などに連絡する安否確認サービスを提供している。
ところが、2013年8月、一人暮らしであった横浜市港南区の女性（当時72歳）に弁当宅配員が弁当を届けようと玄関のチャイムを鳴らしたところ、応答がなく、不在を知らせる青い宅配ボックスも出されていなかったにもかかわらず、安否確認を怠り、そのまま現場を去った。翌日、死亡している女性が発見された。死因は心不全によるものであったが、状況などから宅配員が訪問した時間帯に倒れた可能性があるとされている。
この事故後、死亡した女性の遺族が、ワタミタクショクに手渡し及び安否確認サービスに対する説明を求めたところ、「宅配の翌日まで弁当に手が付けられていなかったら、異変として対応する」との説明を受けたという。遺族は、2014年2月、ワタミタクショクと、創業者の渡邉美樹、女性宅配員（ワタミタクショクとの契約関係については不明）を相手取り、計2200万円の損害賠償を求めて横浜地裁に民事提訴した。
なお、訴訟提起後、ワタミタクショクのホームページに「無料のサービスであり、サービス実施に関して当社やまごころスタッフが義務や責任を負うものではありません」という一文が追記され、それに伴い、鷲尾真知子が登場しているイメージ写真なども一新された。
2014年（平成26年）4月25日、横浜地方裁判所にて、第1回口頭弁論が開かれた。遺族の意見陳述によれば、「安否確認サービス」の実施に関して、ワタミタクショクのカタログなどに「義務や責任を負うものではありません」と民事提訴前までにはなかった記載がなされるようになった。遺族は、「老眼の高齢者が読めないような小さい文字で注意書きが記載された。母と同様の事故が再び繰り返されることのないよう、母のために闘うべく提訴した」と述べた。それに対し、ワタミタクショクは請求棄却を求めた。

### 「ワタミの宅食」の労働形態
道路運送法第78条では自家用自動車は、特定の場合を除き、有償で運送の用に供してはならないと定められている。そのため、ワタミの宅食は自家用車を利用するか電動自転車を貸し出す事を条件に業務委託契約を結んでいる。つまり、業務委託を請け負った外部の人間が訪問販売と言う形態をとることにより運送業務ではないとしている。この場合、営業にかかるガソリン代や通信費等の経費は自ら負担しなければならず、事故を起こした場合は仕事を請け負った者の責任となるため別途業務用の保険に入る必要があるなど受託側の問題となる。一部のまごころスタッフには『リーダー手数料』の名目で1-3万円の手当が支払われており、従業員に代わって営業所の電話を受けるなど業務委託契約にない業務をしているなどの指摘もあり偽装請負ではないかという疑惑が出た。報酬は完全出来高制で、配達以外の営業・回収・集金・片づけなどの業務にかかる時間、自腹で払う各種経費を引くと最低賃金を割り込む場合もある。

### 「ワタミの宅食」の個人情報流出、選挙違反
個人情報の流出が数回起こっており、渡邉美樹が2013年（平成25年）の参議院議員選に立候補した際には、公職選挙法第147条の2で禁止された挨拶状を事前運動として配達する、個人情報保護法に定められた個人情報の目的外使用をして送付するなどの選挙違反事件があった。

## 他社とのトラブル

### 「魚民」vs「和民」看板紛争
2003年（平成15年）12月26日、モンテローザは、ワタミフードサービスに対し、同社から「『和民』に似た名称の店名、似たデザインの看板を『魚民』がわざと使っている」との虚偽の事実を公表されたとして、3000万円の賠償を求める訴えを東京地方裁判所に起こした。
それに対し、ワタミ側も名誉を傷つけられたとして逆提訴。互いに「店を混同させる手法があからさま」（ワタミ）、「赤地に白抜きの看板は外食産業の共通財産」（モンテローザ）と主張を対立させたものの、翌年12月17日、東京地裁で和解が成立。「魚民」が看板の使用を中止する義務はないことを「和民」側が認める、モンテローザ社が損害賠償請求を取り下げる、双方が今後、お互いを誹謗中傷しないことなどが条件。
これにより「魚民」と「和民」が共存することになった。
ところがワタミ社長・渡邉美樹はその後、2007年に著書『もう、国には頼らない。』中で“○民”と名を挙げ“和民というヒットした先行者がいれば真似て全部そっくりにする者が出て来る”と記す。モンテローザはこれを和解内容に反するとして、法人のワタミ及び渡邉に対し1億円の賠償を求め提訴。東京地裁は2009年11月16日、渡邉個人の責任のみを認め300万円の賠償を命じた。

## テレビ番組
- 日経スペシャル ガイアの夜明け 野菜ビジネス新時代（2004年1月6日、テレビ東京）[97]。
- 日経スペシャル ガイアの夜明け 「余生をどこで暮らしますか ～老人ホームビジネスに賭ける男たち～」（2006年6月27日、テレビ東京）[98]。- ワタミの老人ホームビジネスビジネスを取材。
- 日経スペシャル カンブリア宮殿 「夢を実現するための行動力」（2006年5月22日、テレビ東京）- ワタミ社長 渡邉美樹出演[99]。
- 日経スペシャル カンブリア宮殿 外食"非常事態"SP ～知られざる未来への死闘～（2021年2月25日、テレビ東京）- すかいらーく創業者 横川竟、ワタミ会長 渡邉美樹、TGAL社長 河野恭寛出演[100]。

## 関連会社
- 外食事業
  - ワタミカミチク株式会社
  - WATAMI FAST CASUAL MANAGEMENT合同会社
- 海外外食事業
  - WATAMI USA GUAM
  - 和民（中國）有限公司
  - Watami China Food & Beverage Co., Ltd.
  - 和民餐飲(深圳)有限公司
  - 和民餐飲管理(上海)有限公司
  - 台灣和民餐飲股份有限公司
  - Watami Food Service Singapore Pte.Ltd.
  - Delis Watami Cambodia Co. Ltd.
- 農業・環境事業
  - 有限会社ワタミファーム
  - ワタミファーム陸前高田株式会社
  - 有限会社当麻グリーンライフ
  - ワタミエナジー株式会社
  - ワタミエコパワー株式会社
  - 一般社団法人このうら市民風力発電
  - ワタミオーガニックランド株式会社
- 人材サービス事業
  - W&I DREAM MODEL株式会社
  - ワタミエージェント株式会社

#### 広報資料・プレスリリースなど一次資料
1. ↑  居食屋「炭旬（すみしゅん）」直営1号店が綾瀬にオープンします。 - ワタミ・2010年4月12日 Archived 2013年6月23日, at the Wayback Machine.
2. 1 2  ワタミ公式HP Archived 2016年8月4日, at the Wayback Machine.
3. 1 2  ワタミ『本日の一部報道について』2008年6月1日。[リンク切れ]
4. ↑  ワタミグループ 広報グループ (2012年5月17日). “本日の一部報道について” (PDF). トピックス.  ワタミ. 2013年3月14日時点のオリジナルよりアーカイブ。2012年5月20日閲覧。
5. ↑  ワタミグループ 広報グループ (2012年2月21日). “本日の一部報道について” (PDF). トピックス.  ワタミ. 2012年2月23日時点のオリジナルよりアーカイブ。2012年2月22日閲覧。
6. ↑  渡邉美樹 (2012年2月21日). “労災認定の件、大変残念です。四年前のこと 昨日のこと ...”.  Twitter. 2012年2月22日閲覧。
7. ↑  渡邉美樹 (2012年2月22日). “雑踏のバングラデシュに到着しました。今回は、郁文館夢 ...”.  Twitter. 2012年2月22日閲覧。
8. 1 2  渡邉美樹 (2012年2月22日). “バングラデシュ 朝、五時半に、イスラムの祈りが、響き ...”.  Twitter. 2012年2月22日閲覧。
9. 1 2  渡邉美樹 (2012年2月24日). “縁あって、ワタミの思いに、共鳴してくれて入社してくれ ...”.  Twitter. 2012年2月25日閲覧。
10. ↑  ワタミグループ 広報グループ (2012年2月24日). “2月14日付け決定された労災認定について” (PDF). トピックス.  ワタミ. 2012年2月25日時点のオリジナルよりアーカイブ。2012年2月25日閲覧。
11. ↑  中川直洋 (2007年12月12日). “ノロウイルスによる食中毒事故発生のお詫びとご報告”.  ワタミ. 2007年12月時点のオリジナルよりアーカイブ。2012年5月18日閲覧。
12. ↑  清水邦晃; ワタミグループ PR・IRグループ (2009年3月3日). “東京都福祉保健局からの行政処分について”.  ワタミの介護. 2009年5月時点のオリジナルよりアーカイブ。2012年5月18日閲覧。
13. ↑  桑原豊; ワタミグループ 広報グループ (2011年1月25日). “静岡県東部保健所からの行政処分について” (PDF). トピックス.  ワタミフードサービス. 2012年5月18日閲覧。
14. 1 2  桑原豊 (2012年12月13日). “千代田区からの行政処分について” (PDF).  ワタミフードサービス. 2012年12月14日閲覧。
15. ↑  桑原豊. “炭火焼だいにんぐ「わたみん家」水道橋駅西口東京ドーム口店 ※都合により一時休業中”.  ワタミフードサービス. 2013年3月29日時点のオリジナルよりアーカイブ。2012年12月14日閲覧。
16. ↑  ワタミの宅食 : お知らせ一覧
17. ↑  顧客情報の紛失について - 2012.09.14
18. ↑  【第二報】 顧客情報の紛失について - 2012.09.18
19. ↑  顧客情報の紛失について - 2013.2.9
20. ↑  顧客情報の紛失について - 2015.5.18